# Джованні Фаббіан
Джованні Фаббіан (італ. Giovanni Fabbian, нар. 14 січня 2003, Кампозамп'єро, Італія) — італійський футболіст, півзахисник клубу «Болонья».

## Ігрова кар'єра

### Клубна
Займатися футболом Джованні Фаббіан почав у молодіжній команді клубу «Падова». Пізніше він перейшов до міланського «Інтернаціонале», де також грав у молодіжній команді. Перед сезоном 2022/23 футболіста було внесено в заявку першої команди «Інтера» і відразу Фаббіан відправився в оренду у клуб Серії В «Реджина». Першу гру в новій команді півзахисник провів 5 серпня 2022 року у кубковому матчі проти «Сампдорії». 14 серпня Фаббіан зіграв першу гру за «Реджину» в чемпіонаті країни.
За результатами сезону Джованні Фаббіана вшанували титулом «Гравець року Серії В».
У серпні 2023 року Фаббіан перейшов до «Болоньї», підписавши контракт з опцією можливого викупу «Інтером» прав на гравця.

### Збірна
У червні 2022 року Джованні Фаббіан у складі юнацької збірної Італії (U-19) брав участь у юнацькій першості Європи, де його команда дісталася півфіналу.
27 березня 2023 року Фаббіан дебютував у складі молодіжної збірної Італії.

## Титули і досягнення
- Володар Кубка Італії (1):

«Болонья»: 2024-25
Індивідуальні
- Гравець року Серії В: 2022/23